# Señales del fin del mundo
Señales del fin del mundo (spanisch für „Anzeichen für das Ende der Welt“) ist eine argentinische Jugend-Telenovela, die von Yair Dori Producciones umgesetzt wurde. Die Premiere der Telenovela fand am 11. Dezember 2013 auf dem argentinischen öffentlich-rechtlichen TV-Sender Canal 7 statt.

## Handlung
Catalina „Cata“ Pertichelli zieht mit ihren alleinerziehenden Vater Nicolás in die Stadt Laguna Deseada. Dort ziehen sie in das Haus, das zuvor Catalinas Großvater gehörte, der in der ganzen Stadt als „der verrückte alte Mann“ bekannt war. Vor einiger Zeit hat ihr Großvater in seinem Keller Experimente mit einer geheimnisvollen Kugel durchgeführt, die Catalina zufällig entdeckt. Als Catalina diese versehentlich aktiviert, sorgt sie für das Auftauchen von zwei Klone, die aus einer anderen Dimension stammen. Ihre Welt ist technologisch weit fortgeschrittener als die unsere, und beide sind frei von jeglicher menschlicher Emotion. Sie erhalten von Catalina die Namen Adriàn und Leo. Zunächst versucht Catalina, sie zu verstecken, aber dank der Unterstützung von Familie und Freunden gelingt es ihr, die wahre Identität von Adriàn und Leo zu verschleiern, so dass sie sich nun als Catalinas Cousins ausgeben können. Catalina muss Adriàn und Leo vor einer mächtigen und geheimnisvollen Organisation verstecken, die mit allen Mitteln hinter dem Geheimnis der Klone her ist, um ihren finsteren Plan in die Tat umzusetzen. Die drei beginnen, eine örtliche Schule für verschiedene Kunstformen zu besuchen. Es bricht eine Zeit der Selbstverwirklichung an, in der nicht nur Adriàn und Leo die menschlichen Emotionen genauer kennenlernen und durchleben, sondern auch Catalina und alle anderen. Jedoch bahnt sich etwas an, welches das Ende der Welt, wie wir sie kennen, bedeuten könnte.

## Besetzung
| Rolle                       | Schauspieler                     |
| --------------------------- | -------------------------------- |
| Catalina „Cata“ Pertichelli | Micaela Riera                    |
| Damián „Dami“ Cáceres       | Santiago Ramundo                 |
| Eme Piñeiro                 | Macarena Paz                     |
| Leo Pertichelli             | Juan Areco                       |
| Adrián Pertichelli          | José Areco                       |
| Tamara Pérez                | Julieta Bartolomé                |
| Sofía                       | Sofía Pachano                    |
| Julieta                     | Florencia Cappiello              |
| Victoria „Vicky“ Campos     | Nicole Luis                      |
| Luciano                     | Marco Gianoli                    |
| Axel Piñeiro                | Benjamín Alfonso                 |
| Camilo Pérez                | Federico Coates                  |
| Pablo                       | Talo Silveyra                    |
| Coco                        | Matías Mayer                     |
| Santiago                    | Rodrigo Fernández                |
| Ángel                       | Bautista Lena                    |
| Franco                      | Franco Masini                    |
| Marcos                      | Marcos Rauch                     |
| Charlie                     | Juan Cruz Porta                  |
| Lucas                       | Manu Señorans                    |
| Nicolás                     | Federico D’Elía                  |
| Alberto                     | Juan Luppi                       |
| Teresa                      | Julia Calvo                      |
| Aldana                      | Natalia Cociuffo                 |
| Pilar                       | María Roji                       |
| Mauricio                    | Pablo Novak                      |
| Maite                       | Carolina Vespa                   |
| Juan                        | Daniel Campomenosi               |
| Rodolfo                     | Roberto Antier                   |
| Carmen                      | Irene Almus                      |
| Belén                       | Vera Carnevale                   |
| Javier                      | Pablo Arias                      |
| Rafaella                    | Lucia Collini                    |
| Danielle                    | Danielle Bliberg                 |
| Costa                       | Carlos Girini                    |
| Diego                       | Leonardo Centeno                 |
| Lucía „Luli“                | Natalia Melcon                   |
| Buldaseca                   | Ian Guinzburg                    |
| Jazmín                      | Livia Nakamatsu                  |
| Numa                        | Julia Nakamatsu                  |
| José Manuel „Josema“        | John Varo                        |
| Bianca                      | Verónica Appeddu                 |
| Tania                       | Giselle Motta                    |
| Pedro „Peter“               | interpretado por Matias Apostolo |

## Musik
In Señales del fin del mundo werden eigens für die Telenovela komponierte Lieder vom Cast aufgeführt.

### Soundtrack
Das Soundtrack-Album zur Telenovela mit dem Titel Señales del fin del mundo erschien am 16. März 2014 als CD und als Download.
| Nr. | Titel                       | Komponisten/en                                                      | Interpret/en | Länge |
| --- | --------------------------- | ------------------------------------------------------------------- | --- | ----- |
| 1   | Un nuevo día                | Rubén Díaz, Darío Calequi                                           | Micaela Riera, Santiago Ramundo, Macarena Paz, Florencia Cappiello, Sofía Pachano, Federico Coates, Matías Mayer, Talo Silveyra, Nicole Luis | 2:57  |
| 2   | Mundo bonito                | Leonardo Centeno                                                    | Micaela Riera, Santiago Ramundo, Macarena Paz, Florencia Cappiello, Sofía Pachano, Federico Coates, Matías Mayer, Talo Silveyra, Nicole Luis | 4:05  |
| 3   | Quiero que me lleve tu amor | Javier Calequi, Guadalupe Álvarez Luchia, Darío Calequi, Rubén Díaz | Micaela Riera, Santiago Ramundo, Macarena Paz, Florencia Cappiello, Sofía Pachano, Federico Coates, Matías Mayer, Talo Silveyra, Nicole Luis | 2:30  |
| 4   | Noches desvelado            | Leonardo Centeno                                                    | Micaela Riera, Santiago Ramundo | 3:33  |
| 5   | Una señal                   | Rubén Díaz, Darío Calequi                                           | Micaela Riera, Santiago Ramundo, Macarena Paz, Florencia Cappiello, Matías Mayer                                                             | 4:13  |
| 6   | Basta!                      | Rubén Díaz, Darío Calequi                                           | Federico Coates, Juan Cruz Porta, Franco Masini, Marcos Rauch                                                                                | 3:56  |
| 7   | Canción de los clones       | Leonardo Centeno                                                    | Matías Mayer, Nicole Luis | 3:22  |
| 8   | Ropa sucia                  | Natasha Jeanette Duenas, Fernando Polaino                           | Micaela Riera, Matías Mayer, Macarena Paz, Nicole Luis, Florencia Cappiello, Talo Silveyra                                                   | 3:38  |
| 9   | Tu mirada                   | Leonardo Centeno                                                    | Talo Silveyra, Nicole Luis | 4:02  |
| 10  | Ya te encontré              | Guadalupe Álvarez Luchia                                            | Micaela Riera, Santiago Ramundo | 2:23  |
| 11  | Eme, la mejor               | Rubén Díaz, Darío Calequi                                           | Macarena Paz, Nicole Luis, Marco Gianoli | 3:42  |
| 12  | Atravesar el tiempo         | Rubén Díaz, Darío Calequi                                           | Micaela Riera, Santiago Ramundo, Macarena Paz, Matías Mayer, Florencia Capiello                                                              | 3:48  |
| 13  | Almohadas                   | Natasha Jeanette Duenas, Fernando Polanio                           | Micaela Riera, Macarena Paz, Nicole Luis | 3:48  |
| 14  | Despegar                    | Leonardo Centero                                                    | Talo Silveyra, Aníbal Silveyra | 3:09  |
| 15  | Yo tuve un sueño            | John Varo                                                           | John Varo | 2:38  |
| 16  | Aquella tarde               | Leonardo Centeno                                                    | Natalia Cociuffo | 2:35  |
| 17  | Disappearing                | Danielle Bilberg                                                    | Danielle Bilberg | 4:01  |
| 18  | Dame tu mano                | Pablo Novak                                                         | Verónica Appeddu | 3:14  |
| 19  | Te invito                   | Leonardo Centeno                                                    | Talo Silveyra, Juan Cruz Porta, Marcos Rauch                                                                                                 | 2:06  |
| 20  | Love is still standing      | Don Goodman                                                         | Danielle Bilberg | 3:26  |
| 21  | Dime                        | Rubén Díaz, Darío Calequi                                           | Federico Coates, Juan Cruz Porta, Franco Masini, Marcos Rauch, Talo Silveyra                                                                 | 3:15  |
| 22  | Nos volvemos a abrazar      | Leonardo Centeno                                                    | Micaela Riera, Maureen Walmsley | 3:11  |
| 23  | Libre                       | Leonardo Centeno                                                    | Federico Coates, Juan Cruz Porta, Franco Masini, Marcos Rauch                                                                                | 2:02  |
| 24  | Mundo bonito (bonus track)  | Leonardo Centeno                                                    | Leonardo Centeno | 4:07  |